# Alonso de Alvarado
Alonso de Alvarado Montaya González de Cevallos y Miranda (Secadura de Trasmura, 1500 – Lima, 1556) fu un conquistador e cavaliere dell'Ordine di Santiago.
Combatté contro gli uomini di Quizu Yupanqui che stavano assediando Lima nel 1536, contro Diego de Almagro nel 1537 e nella battaglia di Las Salinas nel 1538. In seguito partecipo' alle battaglie di Chupas e Jaquijahuana.

## Biografia
Alonso de Alvarado fu un conquistador spagnolo originario dell'Estremadura, nato all'inizio del XVI secolo. Dopo un periodo vissuto in Messico agli ordini di Hernán Cortés, si unì alla campagna di Francisco Pizarro. In poco tempo si guadagnò il rispetto, meritandosi gli incarichi di varie esplorazioni, conquiste e fondazione di città.
Alonso de Alvarado fu il precursore delle spedizioni che penetrarono nell'Amazzonia. Partì da Trujillo e, attraversando le Ande, giunse nel 1535 nella terra dei Chachapoyas, dove pochi anni dopo venne fondata l'omonima città che oggi è capitale della regione di Amazonas.
Lo storico del tempo Pedro Cieza de León, parlando della fondazione della città di Chachapoyas, dice:
(Pedro Cieza de León)
Durante la citata fondazione era presente il capitano Luis Valera, padre del chachapoyano gesuita Blas Valera, le cui cronache vennero usate dall'Inca Garcilaso de la Vega per descrivere il Tahuantinsuyo nel suo "Commentari reali degli Inca".
A Chachapoyas Alvarado seppe del favoloso tesoro che una leggendaria città nascondeva, nel fitto della foresta. Si trattava della mitica El Dorado, e da qui partirono nuove spedizioni che posero le basi per l'arrivo dei missionari, nei pressi di Moyobamba.

## Guerra civile peruviana
Alvarado prese anche parte alle guerre civili che videro fronteggiarsi Diego de Almagro e Francisco Pizarro. Venne fatto prigioniero da Almagro nella battaglia di Abancay il 12 luglio 1537, ma riuscì a fuggire. In seguito, con i seguaci di Pizarro e grazie al sostegno delle forze reali, Alvarado sconfisse gli uomini di Almagro nella battaglia di Las Salinas del 1538.
John Hemming ha scovato una lettera di un suo sottoposto, il soldato Juan de Turuegano, in cui si dice: "I cristiani catturarono vivi un centinaio di indigeni e ne uccisero trenta. Tagliarono le braccia a molti prigionieri, il naso ad altri e il seno alle donne. Li rimandarono poi al nemico, per far capire che chi avesse voluto continuare la rivolta sarebbe passato sotto il coltello". Questa lettera è del 1537.
Per ordine di Francisco Pizarro cercò, nel 1539, il luogo ideale per fondare una città a metà strada tra Lima e Cusco. In questo modo, insieme a Francisco de Cárdenas, contribuì alla creazione di Huamanga.
Per vendicare la morte del padre Diego de Almagro il Giovane, "El Mozo" (il giovane), uccise Francisco Pizarro nel 1541. L'anno seguente il governatore Cristóbal Vaca de Castro, alleato con Alonso de Alvarado, sconfisse "El Mozo" nella battaglia di Chupas. La lealtà ed i meriti di Alvarado vennero onorati da Carlo V che lo nomino' membro dell'Ordine di Santiago e maresciallo del Perù.
Nell'aprile del 1548 Alvarado dovette dimostrare di nuovo la fedeltà alla Corona combattendo contro il giovane fratello ribelle di Pizarro, Gonzalo. Agli ordini di Pedro de la Gasca si assicurò la vittoria nella battaglia di Jaquijahuana, ma questo successo non calmò i numerosi coloni spagnoli scontenti dell'aumento del controllo della Corona, e qualche anno dopo un gruppo di loro, guidato da Francisco Hernández Girón, si ribellò. Mandato a combatterli, Alvarado venne sconfitto nella battaglia di Chuquinga e fuggì a Lima, dove morì nel 1556.
Chachapoyas fu, fin dalla sua fondazione, una base di partenza da cui presero il via numerose spedizioni verso la foresta. La leggenda di "El Dorado" ispirò la corsa all'oro dei primi esploratori spagnoli. Nonostante l'entusiasmo per il ricco tesoro non li facesse dormire, le loro compagnie dovettero affrontare nemici insospettabili: carestia, epidemie, indiani e la foresta stessa.
L'"El Dorado" descritta dalla fantasia di un conquistatore è una città con strade e templi ricoperti d'oro ed è composta da case e piazze costruite in oro massiccio. Questa dorata leggenda aprì le porte alla prima colonizzazione ed evangelizzazione di alcune delle più grandi e remote regioni del Sudamerica.